# Central Park Tower
La tour Nordstrom (en anglais Nordstrom Tower), également connue sous le nom de tour de Central Park (Central Park Tower) est un gratte-ciel principalement résidentiel situé dans l'arrondissement de Manhattan à New York, inauguré en 2020. Les travaux ont débuté à la fin de l'année 2014. Le 17 septembre 2019, il a atteint sa hauteur maximale, soit 1 500 pieds, 472 mètres, antenne non comprise. Cette taille sans l'antenne – dite hauteur structurelle, notion généralement utilisée pour mesurer ce type d'édifice – en fait le 15e plus haut gratte-ciel du monde.
Le gratte-ciel le plus élevé de New York est le One World Trade Center, avec 541 mètres, soit 1 776 pieds. La tour de Central Park atteindra la même hauteur quand son antenne sera posée. Le nombre 1 776 a une valeur symbolique aux États-Unis, car il s'agit de l'année lors de laquelle a été signée la déclaration d'indépendance.

## Description

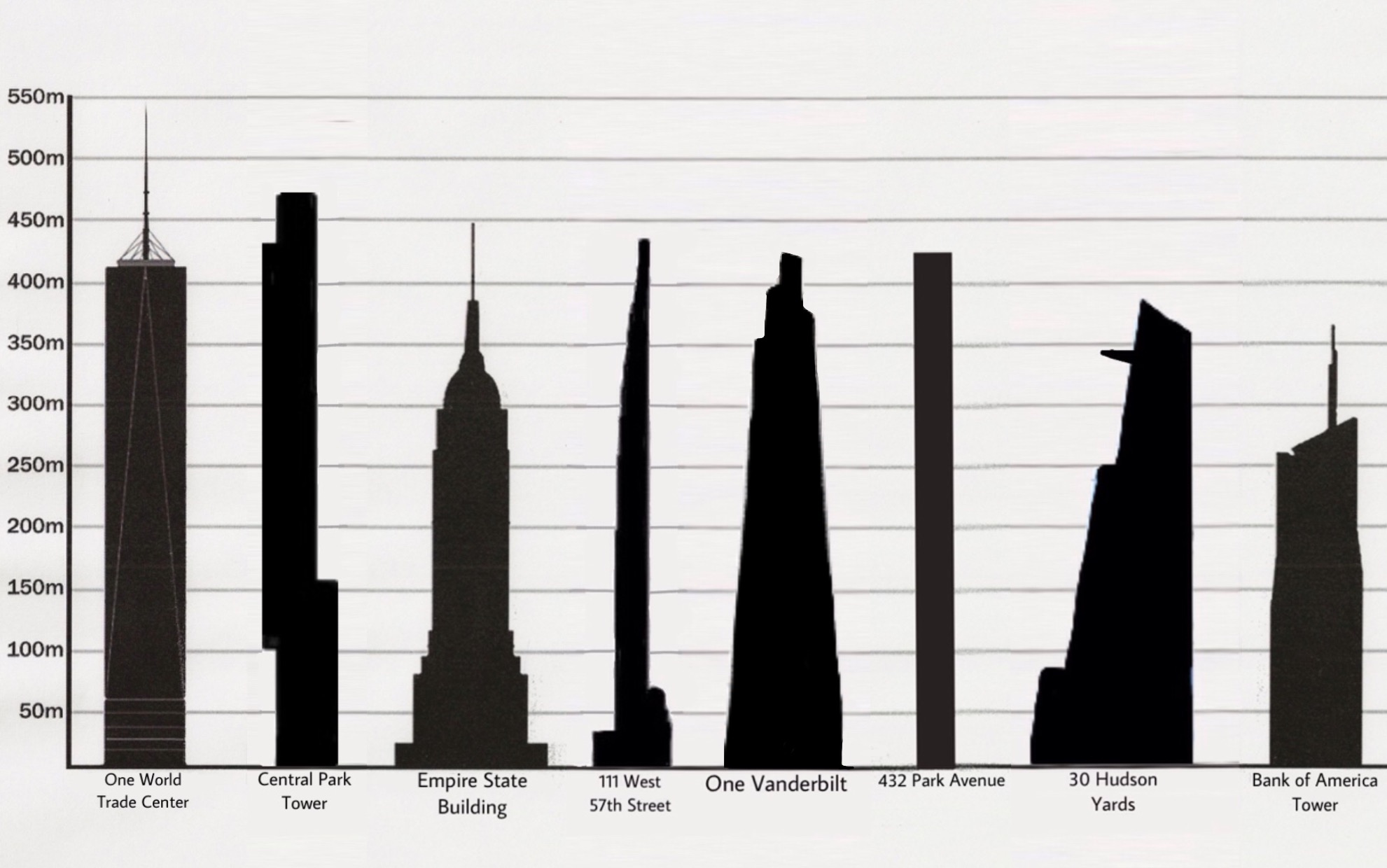
Plus hautes structures de New York.

Les plus hauts édifices du monde sont, pour la plupart, des immeubles de bureau. Si l'on occulte le centre commercial de sept étages qui se trouvera à sa base et que l'on considère que la tour de Central Park est bien une tour résidentielle, elle deviendrait une fois achevée, avec ses 472,4 mètres de hauteur structurelle, le plus haut gratte-ciel résidentiel du monde, pendant un temps au moins.  
Situé au Nordstrom Tower, à un bloc de Central Park – d'où le nom qu'on lui attribue généralement – le bâtiment se trouve entre Broadway et la Septième avenue, il occupe l'espace compris entre les 57e et 58e rues.  
Il compte 98 étages dont les sept premiers seront consacrés au commerce de détail et dont les magasins appartiendront à la compagnie Nordstrom. Les 88 étages suivants seront composés d'appartements de luxe. Au total, la tour comportera 183 logements, soit un peu plus de deux par niveau. Depuis quelques années, d'autres gratte-ciels résidentiels géants, donnant sur Central Park et destinés à une clientèle fortunée, se construisent également à New York. On peut citer le 8 Spruce Street ou encore le 432 Park Avenue. La 57e rue est d'ailleurs aujourd'hui surnommée Billionaires' Row (allée des milliardaires). La tour de Central Park n'est pas la plus volumineuse de ces tours, ni celle qui a la plus grande contenance, mais elle est la plus haute. Avec deux appartements par niveau, tous les résidents auront une vue sur Central Park, personne n'habitera du « mauvais » coté de la tour.